# Inglewood (Queensland)
Pour les articles homonymes, voir Inglewood.
Inglewood est un village australien situé dans la zone d'administration locale de Goondiwindi, au Queensland.

## Géographie
Le village est établi dans le sud du Queensland, à 90 km à l'est de Goondiwindi et à 260 km à l'ouest de Brisbane.
Son économie est essentiellement agricole (élevage de bétail, cultures céréalières, exploitation du bois) mais le village s'est lancé dans la production d'olives.

## Démographie
| 2011  | 2016 | 2021 |
| ----- | ---- | ---- |
| 1 069 | 954  | 936  |